# Калами
Кала́ми (греч. Καλάμι) — деревня в Греции, на севере Крита. Расположена в 14 километрах к востоку от Ханьи на побережье бухты Суда Критского моря. Входит в общину (дим) Ханья в периферийной единице Ханье в периферии Крит. Население 76 жителей по переписи 2011 года. Рыбацкий посёлок, имеет туристическое значение. Курорт.
По южной окраине деревни проходит национальная дорога 90, часть европейского маршрута E75.

## Местное сообщество Аптера
В местное сообщество Аптера входят два населённых пункта. Население 479 жителей по переписи 2011 года. Площадь 7,677 квадратных километров.
| Наименование | Население (2011), человек |
| ------------ | ------------------------- |
| Аптера       | 403                       |
| Калами       | 76                        |

## Население
| Год  | Население, человек |
| ---- | ------------------ |
| 1991 | 67                 |
| 2001 | 76                 |
| 2011 | 76                 |